# Elena Davydova
Elena Viktorovna Davydova, coniugata Filatova (in russo Елена Викторовна Давыдова-Филатова?; Voronež, 7 agosto 1961), è un'ex ginnasta sovietica, dal 1991 russa.

## Palmarès

### Olimpiadi
- 3 medaglie:
  - 2 ori (Mosca 1980 nel concorso a squadre; Mosca 1980 nell'all-around)
  - 1 argento (Mosca 1980 nella trave)

### Mondiali
- 4 medaglie:
  - 1 oro (Mosca 1981 nel concorso a squadre)
  - 1 argento (Mosca 1981 nel corpo libero)
  - 2 bronzi (Mosca 1981 nell'all-around; Mosca 1981 nelle parallele asimmetriche)